# 이반 데미야뉴크
이반 미콜라요비치 데미야뉴크(우크라이나어: Іва́н Микола́йович Дем'яню́к, 예명은 존 데미야뉴크(우크라이나어: Джо́н Дем'я́нюк), 1920년 4월 3일 ~ 2012년 3월 17일)은 우크라이나의 군인이자 독일 강제 수용소의 교도관이다.

## 생애
1920년에 우크라이나에서 태어났다. 1940년에 소비에트 연방의 붉은 군대에 입대하였으나, 독러 전쟁 개시 이후인 1942년에 독일 군대의 포로가 되었다. 그 후, 나치의 '자원 봉사자'로서 일하게 되어, 강제 수용소에서 교도관으로 근무하게 되었다.
제2차 세계 대전이 끝난 후인 1951년에 미국으로 이주하였다. 1986년에 이스라엘 정부에게 넘겨져, 1988년의 이스라엘 하급 법원은 이스라엘에서 사는 강제 수용소 생존자의 신원 확인 결과, 트레블링카 수용소에서 "이반 뇌제"라고 잔학 행위를 했던 사람이 '데미야뉴크'라고 판정하고, 그에게 사형 판결을 내렸다. 그러나 1993년 이스라엘 대법원은 다른 증거로부터 트레블링카 수용소에서 '이반 뇌제'라고 잔학 행위를 하고 있던 인물은 '데미야뉴크'가 아닌 다른 교도관이라고 결론짓는다. 무죄가 확정되었고, 미국 오하이오주 클리블랜드에 돌려 보내졌다. 그 후, 데미야뉴크는 오하이오주 세븐 힐즈 (Seven Hills)로 이주하여 그곳에서 자동차 수리공으로 생활하였고, 데미야뉴크는 일관되게 "나는 단순한 포로에게 잔학 행위는 하지 않는다."고 무죄를 주장했다.
2001년 소비보르 강제 수용소와 마이다네크 강제 수용소, 플로센뷔르크 강제 수용소에서 교도관을 하고 있었던 사실이 드러나자, 미국 재판에 회부되었다. 미국 검찰은 그가 강제 수용소에서 교도관을 하고 있었다는 증명 문서와 트라브니키(Trawniki)에 있던 친위대 시설 교도관으로 훈련을 받고 있던 시기의 사진을 증거로 제출하였다. 데미야뉴크는 2002년에 미국 시민권을 박탈 당하고, 2005년에는 독일, 폴란드 또는 우크라이나에 강제 송환을 결정했다.
그 후에도 미국에 유치되어 있었지만, 2009년 4월 2일 독일으로의 강제 송환이 결정되었다. 데미야뉴크의 아들인 존 데미야뉴크 주니어는 아버지가 백혈병에 걸려 이송 중에 죽을 것이라고 주장하였고, 데미야뉴크도 미 대법원에 체력적인 문제로 송환 금지를 호소하였으나, 미국 정부가 3월, 자력으로 차에서 내려 걸어 병원으로 향하는 데미야뉴크 사진을 발표하였고, 대법원은 소송을 기각했다.
데미야뉴크는 2009년 5월 11일 클리블랜드를 떠나 12일 뮌헨에 도착했다. 도착과 동시에 슈타델하임 감옥 (Stadelheim Prison) 특별 의료방으로 이송되었고, 그 곳에서 독일 경찰에 정식으로 체포되었다. 2009년 11월 30일에 2만 9000명 살인의 공범 혐의를 재판하는 공판이 뮌헨 법정에서 열렸다.
2011년 5월 12일, 뮌헨 지방법원은 데미야뉴크에 대해 유대인들이 적어도 2만 8000명의 살해에 관련되었다고 판단하여, 징역 5년의 유죄 판결을 선고하였으나, 데미야뉴크는 혐의를 부정하고 항소하였고, 법원은 데미야뉴크의 손을 들어주어 그를 석방했다.
2012년 3월 17일, 독일 바이에른주 로젠하임 군 (Landkreis Rosenheim) 바트 파일른바흐 (Bad Feilnbach) 노인 복지 시설에서 사망했다.

## 같이 보기
- 아르투어 루돌프